# National Basketball Association 1997-1998
La stagione della National Basketball Association 1997-1998 fu la 52ª edizione del campionato NBA. La stagione si concluse con la vittoria dei Chicago Bulls, che sconfissero gli Utah Jazz per 4-2 nelle finali NBA.

## Squadre partecipanti
- Atlanta Hawks
- Boston Celtics
- Charlotte Hornets
- Chicago Bulls
- Cleveland Cavaliers
- Dallas Mavericks
- Denver Nuggets
- Detroit Pistons
- G.S. Warriors
- Houston Rockets
- Indiana Pacers
- L.A. Clippers
- L.A. Lakers
- Miami Heat
- Milwaukee Bucks

- Minnesota T'wolves
- N.J. Nets
- N.Y. Knicks
- Orlando Magic
- Phoenix Suns
- Philadelphia 76ers
- Portland T. Blazers
- Sacramento Kings
- San Antonio Spurs
- Seattle S.Sonics
- Toronto Raptors
- Utah Jazz
- Vancouver Grizzlies
- Wash. Wizards

## Classifica finale

### Eastern Conference
| Squadra            | V  | P  | %    | GB |
| ------------------ | -- | -- | ---- | -- |
| Miami Heat         | 55 | 27 | 67,1 | -  |
| New York Knicks    | 43 | 39 | 52,4 | 12 |
| New Jersey Nets    | 43 | 39 | 52,4 | 12 |
| Washington Wizards | 42 | 40 | 51,2 | 13 |
| Orlando Magic      | 41 | 41 | 50,0 | 14 |
| Boston Celtics     | 36 | 46 | 43,9 | 19 |
| Philadelphia 76ers | 31 | 51 | 37,8 | 24 |

| Squadra             | V  | P  | %    | GB |
| ------------------- | -- | -- | ---- | -- |
| Chicago Bulls C     | 62 | 20 | 75,6 | -  |
| Indiana Pacers      | 58 | 24 | 70,7 | 4  |
| Charlotte Hornets   | 51 | 31 | 62,2 | 11 |
| Atlanta Hawks       | 50 | 32 | 61,0 | 12 |
| Cleveland Cavaliers | 47 | 35 | 57,3 | 15 |
| Detroit Pistons     | 37 | 45 | 45,1 | 25 |
| Milwaukee Bucks     | 36 | 46 | 43,9 | 26 |
| Toronto Raptors     | 16 | 66 | 19,5 | 46 |

### Western Conference
| Squadra                | V  | P  | %    | GB |
| ---------------------- | -- | -- | ---- | -- |
| Utah Jazz              | 62 | 20 | 75,6 | -  |
| San Antonio Spurs      | 56 | 26 | 68,3 | 6  |
| Minnesota Timberwolves | 45 | 37 | 54,9 | 17 |
| Houston Rockets        | 41 | 41 | 50,0 | 21 |
| Dallas Mavericks       | 20 | 62 | 24,4 | 42 |
| Vancouver Grizzlies    | 19 | 63 | 23,2 | 43 |
| Denver Nuggets         | 11 | 71 | 13,4 | 51 |

| Squadra                | V  | P  | %    | GB |
| ---------------------- | -- | -- | ---- | -- |
| Seattle SuperSonics    | 61 | 21 | 74,4 | -  |
| Los Angeles Lakers     | 61 | 21 | 74,4 | -  |
| Phoenix Suns           | 56 | 26 | 68,3 | 5  |
| Portland Trail Blazers | 46 | 36 | 56,1 | 15 |
| Sacramento Kings       | 27 | 55 | 32,9 | 34 |
| Golden State Warriors  | 19 | 63 | 23,2 | 42 |
| Los Angeles Clippers   | 17 | 65 | 20,7 | 44 |

## Vincitore
| Campione NBA 1997-1998    |
| ------------------------- |
| Chicago Bulls (6º titolo) |

## Statistiche
| Categoria             | Giocatore        | Squadra          | Stat |
| --------------------- | ---------------- | ---------------- | ---- |
| Punti per gara        | Michael Jordan   | Chicago Bulls    | 28,7 |
| Rimbalzi per gara     | Dennis Rodman    | Chicago Bulls    | 15,0 |
| Assist per gara       | Rod Strickland   | Wash. Wizards    | 10,5 |
| Palle rubate per gara | Mookie Blaylock  | Atlanta Hawks    | 2,6  |
| Stoppate per gara     | Marcus Camby     | Toronto Raptors  | 3,7  |
| FG%                   | Shaquille O'Neal | L.A. Lakers      | 58,4 |
| FT%                   | Chris Mullin     | Indiana Pacers   | 93,9 |
| 3FG%                  | Dale Ellis       | Seattle S.Sonics | 46,4 |

## Premi NBA
- NBA Most Valuable Player Award: Michael Jordan, Chicago Bulls
- NBA Rookie of the Year Award: Tim Duncan, San Antonio Spurs
- NBA Defensive Player of the Year Award: Dikembe Mutombo, Atlanta Hawks
- NBA Sixth Man of the Year Award: Danny Manning, Phoenix Suns
- NBA Most Improved Player Award: Alan Henderson, Atlanta Hawks
- NBA Coach of the Year Award: Larry Bird, Indiana Pacers
- NBA Executive of the Year Award: Wayne Embry, Cleveland Cavaliers
- All-NBA First Team:
  - F - Tim Duncan, San Antonio Spurs
  - F - Karl Malone, Utah Jazz
  - C - Shaquille O'Neal, Los Angeles Lakers
  - G - Gary Payton, Seattle SuperSonics
  - G - Michael Jordan, Chicago Bulls
- All-NBA Second Team:
  - F - Vin Baker, Seattle SuperSonics
  - F - Grant Hill, Detroit Pistons
  - C - David Robinson, San Antonio Spurs
  - G - Tim Hardaway, Miami Heat
  - G - Rod Strickland, Washington Wizards
- All-NBA Third Team:
  - F - Scottie Pippen, Chicago Bulls
  - F - Glen Rice, Charlotte Hornets
  - C - Dikembe Mutombo, Atlanta Hawks
  - G - Mitch Richmond, Washington Wizards
  - G - Reggie Miller, Indiana Pacers
- All-Defensive First Team:
  - F - Scottie Pippen, Chicago Bulls
  - F - Karl Malone, Utah Jazz
  - C - Dikembe Mutombo, Atlanta Hawks
  - G - Gary Payton, Seattle SuperSonics
  - G - Michael Jordan, Chicago Bulls
- All-Defensive Second Team:
  - F - Charles Oakley, New York Knicks
  - F - Tim Duncan, San Antonio Spurs
  - C - David Robinson, San Antonio Spurs
  - G - Eddie Jones, Los Angeles Lakers
  - G - Mookie Blaylock, Atlanta Hawks
- All-Rookie First Team:
  - Tim Duncan, San Antonio Spurs
  - Keith Van Horn, New Jersey Nets
  - Žydrūnas Ilgauskas, Cleveland Cavaliers
  - Ron Mercer, Boston Celtics
  - Brevin Knight, Cleveland Cavaliers
- All-Rookie Second Team:
  - Maurice Taylor, Los Angeles Clippers
  - Cedric Henderson, Cleveland Cavaliers
  - Tim Thomas, Philadelphia 76ers
  - Bobby Jackson, Denver Nuggets
  - Derek Anderson, Cleveland Cavaliers